# Brachyhypopomus pinnicaudatus
Brachyhypopomus pinnicaudatus es una especie de pez de agua dulce del género Brachyhypopomus, de la familia Hypopomidae. Se distribuye en cuerpos acuáticos templado-cálidos y cálidos de América del Sur. La especie alcanza una longitud total de 20 cm. y es denominada comúnmente morenita. Posee importancia comercial en acuariología.

## Taxonomía
Esta especie fue descrita originalmente en el año 1991 por el ictiólogo Carl D. Hopkins, bajo el término científico de Hypopomus pinnicaudatus. El ejemplar tipo fue colectado en la Guayana Francesa.
Etimología
Brachyhypopomus viene del griego, donde brachys significa 'corto', hipo significa 'bajo', y poma significa 'cubierta'.

## Distribución
Brachyhypopomus pinnicaudatus habita desde Colombia, Venezuela y drenajes atlánticos de las Guayanas, por las cuencas del Amazonas, del Orinoco, y del Plata, en Ecuador, Perú, Bolivia, Brasil, Paraguay, Uruguay y el nordeste de la Argentina.